# Самборский район
Са́мборский райо́н (укр. Самбірський район) — административная единица Львовской области Украины. Административный центр — город Самбор.

## География
Площадь района — 3247,1 км² (в старых границах до 2020 года — 934 км²).
Район находится на юго-западе области.
На территории района расположен исток реки Днестр.

## История
Район был образован в УССР в 1940 году. 21 января 1959 года к Самборскому району была присоединена часть территории упразднённого Дублянского района. В 1963 году район был упразднён, в 1965 восстановлен.
17 июля 2020 года в результате административно-территориальной реформы район был укрупнён, в его состав вошли территории:
- Самборского района,
- Старосамборского района,
- Турковского района (кроме Головского, Красненского, Ластовского и Мохнатского сельских советов),
- Вишнянского сельского совета Городокского района
- а также города областного значения Самбор.

## Население
Численность населения района в укрупнённых границах — 227,7 тыс. человек.
Численность населения района в границах до 17 июля 2020 года по состоянию на 1 января 2020 года — 67 063 человека, из них городского населения — 11 243 человека, сельского — 55 820 человек.
По результатам всеукраинской переписи населения 2001 года в районе проживало 74,6 тысяч человек (97,1 % по отношению к переписи 1989 года), из них украинцев — 72,7 тысяч человек (97,5 %), поляков — 1,3 тысяч человек (1,7 %), русских — 0,4 тысяч человек (0,5 % по отношению ко всему населению).

## Административное устройство
Район в укрупнённых границах с 17 июля 2020 года делится на 11 территориальных общин (громад), в том числе 7 городских, 1 поселковую и 3 сельские общины (в скобках — их административные центры):
- Городские:
  - Самборская городская община (город Самбор),
  - Добромильская городская община (город Добромиль),
  - Новокалиновская городская община (город Новый Калинов),
  - Рудковская городская община (город Рудки),
  - Старосамборская городская община (город Старый Самбор),
  - Турковская городская община (город Турка),
  - Хыровская городская община (город Хыров);
- Поселковые:
  - Борынская поселковая община (посёлок Борыня);
- Сельские:
  - Бисковичская сельская община (село Бисковичи),
  - Ралевская сельская община (село Ралевка),
  - Стрелковская сельская община (село Стрелки).